# Can Cassà
Can Cassà de les Serres és un mas al terme de Cassà de la Selva (el Gironès) inclosa en l'Inventari del Patrimoni Arquitectònic de Catalunya. És un dels masos més antics del municipi conservat, encara, amb tota la seva puresa formal. Es tracta d'una construcció tradicional amb murs de pedra, constituïda per una estructura interna de tres crugies, volta catalana en la planta baixa i coberta en dues pendents sobre bigues de fusta. És remarcable la porta dovella de l'accés principal amb pedra de granit i les dues finestres del primer pis també de pedra. En la façana de ponent hi ha un porxo amb pilars de pedra i embigat de fusta. Les finestres són gòtiques amb llinda.